# Kramatorsk
Kramatorsk (ukrainisch Краматорськ; russisch Краматорск Kramatorsk) ist eine Großstadt mit etwa 140.000 Einwohnern (2025) in der Oblast Donezk im Osten der Ukraine. Sie ist der Verwaltungssitz der ukrainisch kontrollierten Teile der Oblast Donezk und wurde bis 2020 vollständig vom Rajon Slowjansk umschlossen (seitdem ist beides Teil des Rajon Kramatorsk).
Kramatorsk ist ein Zentrum der Maschinenbau- und Schmuckindustrie.

## Geographie
Kramatorsk liegt am Ufer des Kasennyj Torez, eines Nebenflusses des Siwerskyj Donez, im Norden der Oblast Donezk.
Durch die Stadt verläuft in Nord-Süd-Richtung die Fernstraße N 20.

## Geschichte

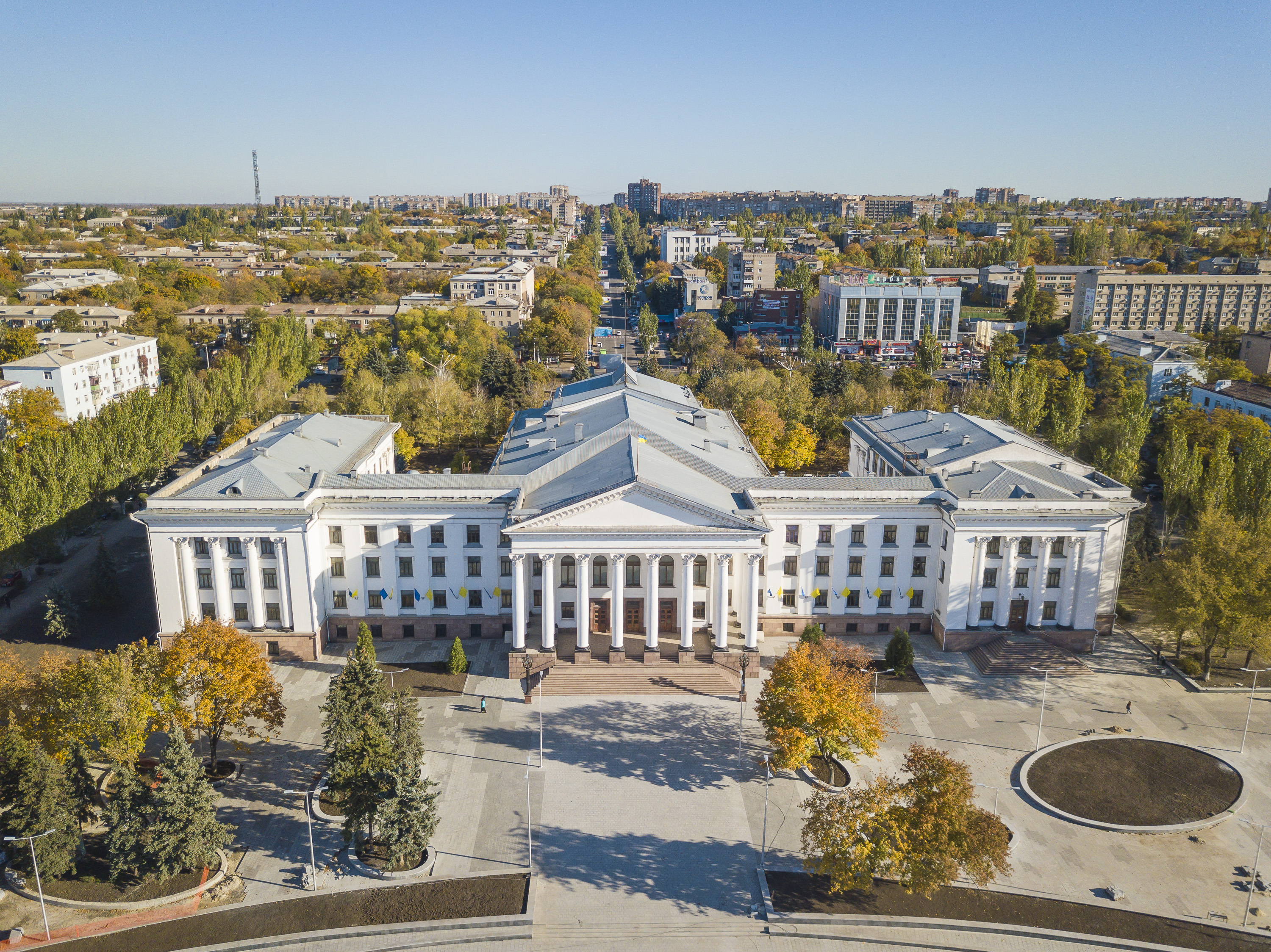
Kulturpalast

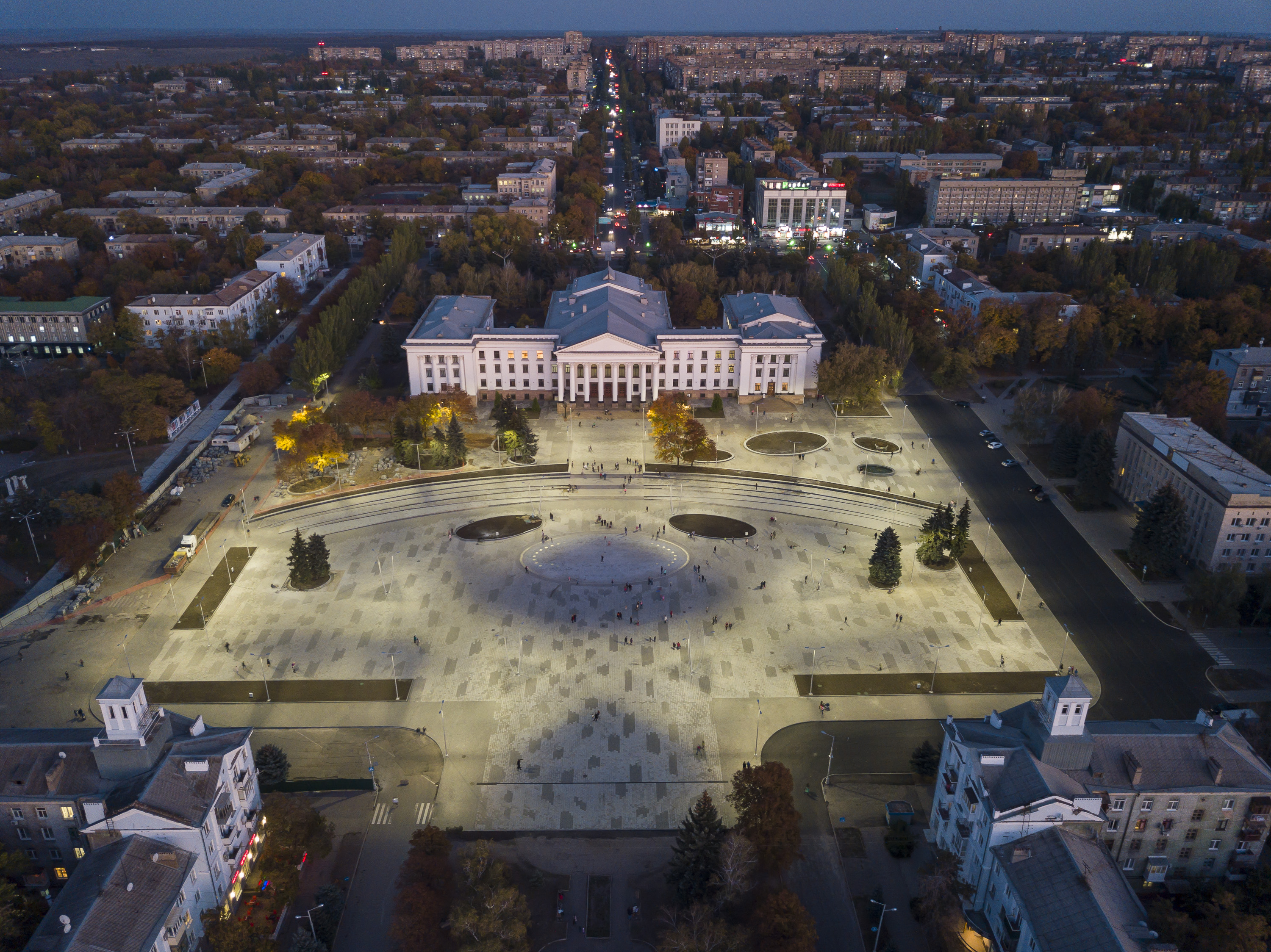
Kulturpalast bei Nacht

### Vom 19. bis ins frühe 21. Jahrhundert
Kramatorsk wurde 1868 als eine Eisenbahnstation gegründet. Seit Ende des 19. Jahrhunderts entwickelte sich Kramatorsk zu einem wichtigen Industriezentrum, vor allem der Maschinenbauindustrie. 1914 war die Einwohnerzahl auf rund 4.000 gestiegen.
1937 wurde die bis zum 1. August 2017 bestehende Straßenbahn Kramatorsk eröffnet.
Im Zweiten Weltkrieg war Kramatorsk vom 27. Oktober 1941 bis zum 6. September 1943 von der Wehrmacht besetzt. Die Friedrich Krupp AG betrieb dort die „Neue Maschinenfabrik Kramatorsk“. Nach der Befreiung der Stadt wurde bei Kramatorsk das Kriegsgefangenenlager 217 für deutsche Kriegsgefangene eingerichtet.
Während des Kalten Krieges befanden sich bis 1991 auf dem 6 km südöstlich von Kramatorsk gelegenen Militärflugplatz mit einer Start- und Landebahn von 2500 m mehrere sowjetische Abfangjäger vom Typ MiG-23P und 39 Su-15TM.
Wegen seiner hohen Anzahl von Auftragsmorden wurde die Stadt zeitweise als das „Chicago der Ukraine“ bezeichnet.
Seit dem 13. Oktober 2014 ist Kramatorsk das Verwaltungszentrum für die ukrainisch kontrollierten Teile der Oblast Donezk.

### Russische Invasion 2022
Im Rahmen des russischen Überfalls auf die Ukraine war Kramatorsk im März 2022 Raketenangriffen des russischen Militärs ausgesetzt. Im April 2022 wurden nach dem Scheitern des russischen Angriffes auf Kiew und dem Umschwenken der russischen Einsatzschwerpunkte auf den Osten der Ukraine die Evakuierungen in der Region verstärkt.
Am 8. April 2022 wurden bei einer Evakuierungsaktion mindestens 58 Zivilisten, darunter mehrere Kinder, durch eine ballistische Rakete, mutmaßlich vom Typ Totschka-U (SS-21 Scarab), getötet und über 100 weitere verletzt, darunter mehrere Kinder. Zum Zeitpunkt der Detonation sollen vor dem Bahnhof und in der Bahnhofshalle mehrere hundert Zivilisten auf ihre Abreise gewartet haben. Einer Untersuchung von Human Rights Watch (HRW) zufolge war es ein Angriff durch russische Truppen und wird von HRW als mutmaßliches Kriegsverbrechen bewertet. Der Vorfall ist Teil einer Reihe möglicher Kriegsverbrechen Russlands in der Ukraine.
Seit Frühjahr/Sommer 2025, als die Kriegsfront näher an Kramatorsk rückte, kommt es in der Stadt regelmäßig, beinahe täglich, zu Raketeneinschlägen.

## Verwaltungsgliederung
Am 12. Juni 2020 wurde die Stadt zum Zentrum der neugegründeten Stadtgemeinde Kramatorsk (Краматорська міська громада/Kramatorska miska hromada). Zu dieser zählen auch die 9 Siedlungen städtischen Typs Bilenke, Jasna Poljana, Jasnohirka, Komyschuwacha, Krasnotorka, Malotaraniwka, Oleksandriwka, Schabelkiwka und Sofijiwka, die 3 Dörfer Dmytriwka, Prywillja und Semeniwka sowie die Ansiedlungen Aschurkowe und Wassyliwska Pustosch, bis dahin bildete sie die gleichnamige Stadtratsgemeinde Kramatorsk (Краматорська міська рада/Kramatorska miska rada) welche direkt unter Oblastverwaltung stand und im Süden des ihn umschließenden Rajons Slowjansk lag.
Die Stadtratsgemeinde gliederte sich neben der eigentlichen Stadt wie folgend:
- Aschurkowe (Ansiedlung)
- Semeniwka (Dorf)
- Bilenke (Siedlung städtischen Typs) mit:
  - Wassyliwska Pustosch (Ansiedlung)
- Krasnotorka (Siedlung städtischen Typs) mit:
  - Komyschuwacha (Siedlung städtischen Typs)
  - Malotaraniwka (Siedlung städtischen Typs)
  - Prywillja (Dorf)
- Schabelkiwka (Siedlung städtischen Typs) mit:
  - Oleksandriwka (Siedlung städtischen Typs)
  - Sofijiwka (Siedlung städtischen Typs)
  - Jasna Poljana (Siedlung städtischen Typs)
- Jasnohirka (Siedlung städtischen Typs)

Am 17. Juli 2020 wurde der Ort ein Teil des Rajons Kramatorsk.
Folgende Orte sind neben dem Hauptort Kramatorsk Teil der Gemeinde:
| Name                     | Name               | Name                                         |
| ukrainisch transkribiert | ukrainisch         | russisch                                     |
| ------------------------ | ------------------ | -------------------------------------------- |
| Aschurkowe               | Ашуркове           | Ашурково (Aschurkowo)                        |
| Bilenke                  | Біленьке           | Беленькое (Belenkoje)                        |
| Dmytriwka                | Дмитрівка          | Дмитровка (Dmitrowka)                        |
| Jasna Poljana            | Ясна Поляна        | Ясная Поляна (Jasnaja Poljana)               |
| Jasnohirka               | Ясногірка          | Ясногорка (Jasnogorka)                       |
| Komyschuwacha            | Комишуваха         | Камышеваха (Kamyschewacha)                   |
| Krasnotorka              | Красноторка        | Красноторка                                  |
| Malotaraniwka            | Малотаранівка      | Малотарановка (Malotaranowka)                |
| Oleksandriwka            | Олександрівка      | Александровка (Alexandrowka)                 |
| Prywillja                | Привілля           | Приволье (Priwolje)                          |
| Schabelkiwka             | Шабельківка        | Шабельковка (Schabelkowka)                   |
| Semeniwka                | Семенівка          | Семёновка (Semjonowka)                       |
| Sofijiwka                | Софіївка           | Софиевка (Sofijewka)                         |
| Wassyliwska Pustosch     | Василівська Пустош | Василевская Пустошь (Wassilewskaja Pustosch) |

## Persönlichkeiten
- Oleksandr Markownitschenko (* 1970), Radrennfahrer
- Tetjana Kononenko (* 1978), Schachspielerin
- Maxim Rysanov (* 1978), Bratschist und Dirigent
- Pawlo Wyschebaba (* 1986), Öko-Aktivist, Musiker und Schriftsteller

## Bevölkerung
| 1923  | 1926   | 1939   | 1959    | 1970    | 1979    | 1989    | 2001    | 2005    | 2016    |
| ----- | ------ | ------ | ------- | ------- | ------- | ------- | ------- | ------- | ------- |
| 6.476 | 12.305 | 94.114 | 115.385 | 149.832 | 178.163 | 198.094 | 181.025 | 174.892 | 159.445 |

Quellen:
| Volksgruppe     | Einwohner | 2001 (%) |
| --------------- | --------- | -------- |
| Ukrainer        | 151.389   | 70,2     |
| Russen          | 058.002   | 26,9     |
| Belarussen      | 001.439   | 00,7     |
| Armenier        | 001.386   | 00,6     |
| Aserbaidschaner | 000.370   | 00,2     |
| Juden           | 000.262   | 00,1     |